# 科措湖

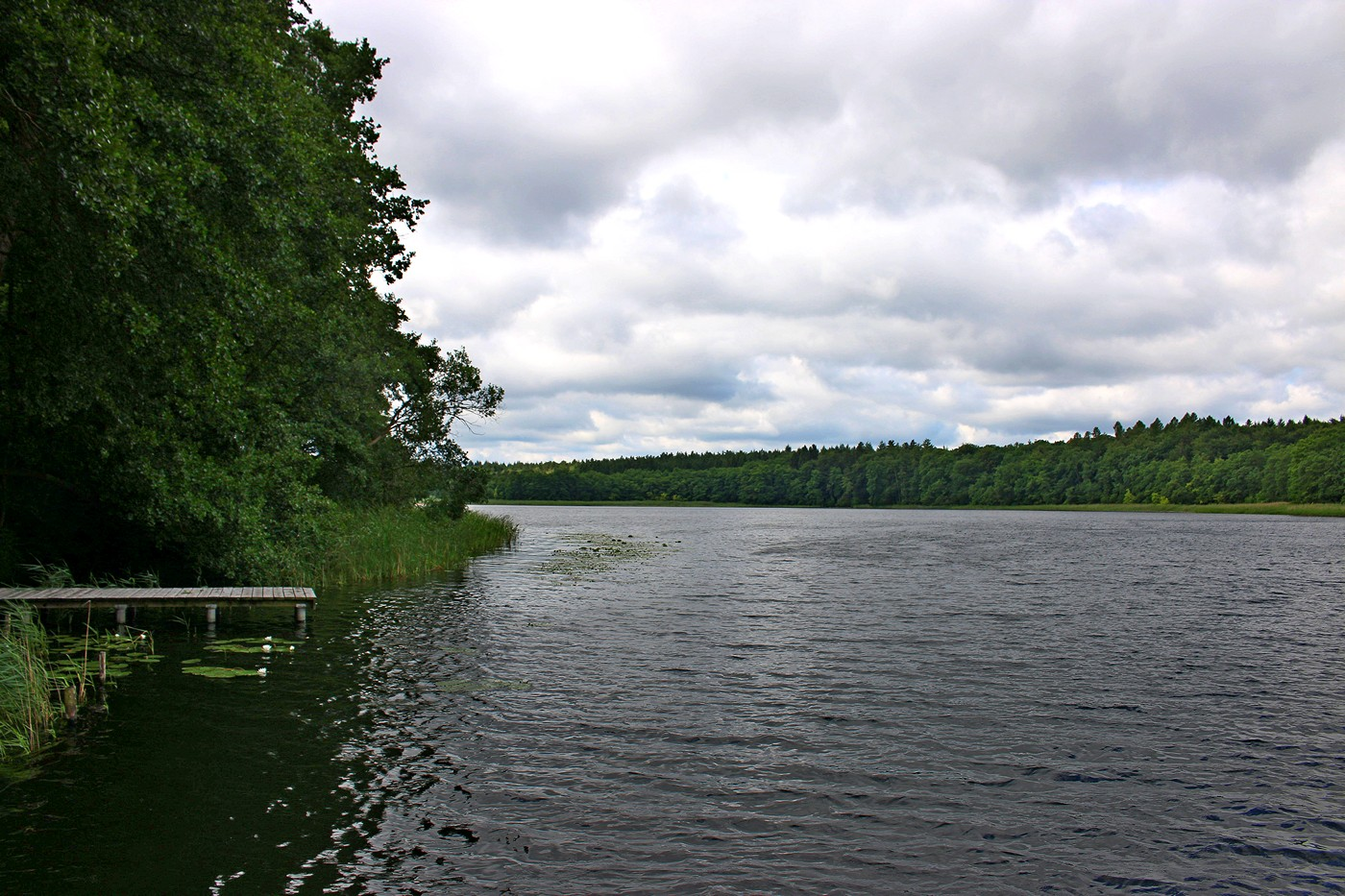

53°19′19.03″N 12°48′31.89″E / 53.3219528°N 12.8088583°E
科措湖（德語：Kotzower Seen），是德國的湖泊，位於該國東北部，由梅克倫堡-前波美拉尼亞州負責管轄，處於梅克倫堡湖區縣，長1.2公里、寬0.4公里，面積0.29平方公里，海拔高度59米。